# Municipio de Wabash (condado de Tippecanoe)
El municipio de Wabash (en inglés: Wabash Township) es un municipio ubicado en el condado de Tippecanoe en el estado estadounidense de Indiana. En el año 2010 tenía una población de 59279 habitantes y una densidad poblacional de 466,11 personas por km².

## Geografía
Según la Oficina del Censo de los Estados Unidos, tiene una superficie total de 127.18 km², de la cual 125.99 km² corresponden a tierra firme y (0.93%) 1.18 km² es agua.

## Demografía
Según el censo de 2010, había 59279 personas residiendo. La densidad de población era de 466,11 hab./km². De los 59279 habitantes, estaba compuesto por el 77.47% blancos, el 3.14% eran afroamericanos, el 0.17% eran amerindios, el 15.37% eran asiáticos, el 0.03% eran isleños del Pacífico, el 1.63% eran de otras razas y el 2.2% pertenecían a dos o más razas. Del total de la población el 4.78% eran hispanos o latinos de cualquier raza.